# Fabián Chávez
Sergio Fabián Chávez Sandoval (Monterrey, Nuevo León, 21 de abril de 1989), conocido simplemente como Fabián Chávez, es un actor, cantante y presentador mexicano. Es conocido por haber interpretado a Joaquín Olmos en la telenovela mexicana infantil Cómplices al rescate (2002).

## Trayectoria

### Televisión y doblaje
- Papás por conveniencia (2024)
- Central de abasto (2008) ... Fabián
- Cómplices al rescate (2002) ... Joaquín Olmos[2]
- Lloyd en el espacio (2001-2004) ... Lloyd P. Nebulon (voz en doblaje al español de América Latina)

### Trabajo como presentador de radio y televisión
Entre 1995 y 1997, teniendo tan solo entre 6 y 8 años, presentó varios programas en la radio local de Monterrey. También fue el copresentador de la primera edición del programa Código F.A.M.A.

## Discografía
- Fabián 1 (2003)
- Fabián 2 (2003)
- Fabián (2004)